# 歇後語
歇後語，換言之，就是「歇」去「後」半段之「語」，這就是說要把真正想表達的意旨藏起來，不直接明說，改以幽默的方式來呈現一段話語的前半段，然後，再讓聽者或讀者就意義的關聯性，或是語音相近似者，去揣測其真正的意思。此用法在修辭學中稱為藏詞。在台語將歇後語稱為孽仔話（台羅：gia̍t-á-uē）或孽譎仔話（台羅：gia̍t-khiat-á-uē）是将一句话分成两部分来表达某个含义。

## 类型
歇后语一般可以分成类型和互相混雜如下：

### 逻辑推理
一种是逻辑推理式的，说明部分是从前面比喻部分推理的结果。例如：
- 豬八戒照鏡子——裡外不是人
- 啞巴吃黃蓮——有苦自己知（或“有苦说不出”）
- 船頭尺（出自香港三角碼頭苦力）——度水。其中度水一詞為粵式隱語，意指謀取錢財，向人借款。原來的意思則是量度船隻載重後的入水深度
- 小刀剌屁股——開了眼
- 青龍偃月刀剌屁股——開了大眼

### 比擬／類比
- 水仙不開花——裝蒜
- 豬鼻孔插蔥——裝相（象）

### 谐音格（双关语）
还有一种是谐音的歇后语，在前面类型中加入了谐音的要素。例如
- 打破沙鍋——問(璺)到底
- 火燒旗桿——長叹（炭）
- 老公搧風——淒涼（妻涼）
- 狐狸吵架——一派胡（狐）言
- 和尚打傘——無法（髮）無天
- 外甥打燈籠——照舊（舅）
- 孔夫子搬家——盡是輸（書）
- 棉花店失火／四兩棉花——免談（彈）
- 五六七八九——無事（四）
- 九毛加一毛——時髦（十毛）
- 老九的弟弟——老實（十）
- 雨中出太阳——矯情（晴）
- 打燈籠撿糞——找死（屎）
- 空棺材出喪——目（墓）中無人
- 耗子落天平——自己稱（秤）自己
- 紙糊的猢猻——假惺惺（猩猩）
- 烏龜爬門檻——就看此一番（翻）
- 懂三又懂五——就是不懂事（四）
- 老頭打哈欠——一望無涯（牙）
- 皇帝老爺他媽——太厚〈太后〉。
- 孕婦走獨木橋——鋌而（挺兒）走險
- 廁所裡撐竿跳——過分（糞）
- 糞坑裏的大刀——文（聞）也不能，武（舞）也不能。
- 寡婦死了兒子——沒指（子）望了
- 娘家死了兄弟——沒救（舅）
- 街邊廁所丟石頭——激起公憤（糞）
- 電線杆上綁雞毛——好大的膽（撢）子
- 始皇摸電線——贏（嬴）麻了

### 藏尾格
以通用成語省略尾字、諺語省略尾句，就是藏尾（字或詞）格－
- 禮義廉——無恥
- 忠孝信——無義
- 福祿壽——不全（多指人格不建全）
- 眼寬肚窄——飽死

### 對比式／對聯格
- 明刀易擋——暗箭難防
- 有事鍾無艷——無事夏迎春

### 混合類
- 瞎子吃湯圓——心裡有數
- 丈二金剛——摸不著頭腦
- 胖子觸電——肉麻
- 公廁裡投石頭——激起公憤（公糞）
- 閻羅王嫁女——鬼才要

## 外部連結
- 維基詞典上的歇后语分类